# Ivan Babitchev
 (mai 2025).
Ivan Ilitch Babitchev (russe : Ива́н Ильи́ч Ба́бичев), né le 13 octobre 1954, est un chef militaire russe, colonel général des forces armées de la fédération de Russie et premier chef d'état-major adjoint de l'Organisation du traité de sécurité collective. Il fut également ancien vice-Premier ministre de la république tchétchène.